# Штюрмер, Генрих
Генрих Штюрмер (нем. Heinrich Stürmer; 29 апреля 1811, Берлин — 9 июня 1902, Лейпциг) — немецкий оперный певец (бас) и театральный актёр.
Дебютировал в 1833 г. в Штеттине, с 1834 г. пел в Любеке, в 1838—1884 гг. выступал в Лейпцигском городском театре; «превосходным и высокодостойным актёром, в том числе и в личной жизни» называет Штюрмера автор хроники театра в отчёте о его бенефисе по случаю 25-летия лейпцигской карьеры в 1863 году. Первый исполнитель партии Бальтазара в опере Роберта Шумана «Геновева» (1850).
Дочь Штюрмера Анна в 1875—1882 гг. выступала на лейпцигской сцене как концертная певица.